# 西藏红豆杉
西藏红豆杉 (Taxus wallichiana Zucc.) 为红豆杉科红豆杉属的植物。分布于阿富汗、尼泊尔以及中国大陆的西藏等地，生长于海拔2,500米至3,000米的地区，目前尚未由人工引种栽培。

## 名稱
別名：喜马拉雅红豆杉（植物分类学报）。
學名中種小名以丹麥籍外科醫師及植物學家瓦立池命名，以茲紀念其對印度、孟加拉等地植物學的貢獻。